# 라바강
라바강(폴란드어: Raba)은 폴란드 남부를 흐르는 강으로 길이는 132km, 유역 면적은 1,537km2이다. 라바강과 접한 주요 도시로는 폴란드 라브카즈드루이, 도브치체, 므샤나 돌나, 미실레니체 등이 있다.